# Prayer (album)
Prayer – ósma płyta chóru katedry warszawsko-praskiej „Musica Sacra” jest antologią polskiej i światowej muzyki chóralnej, w większości o tematyce religijnej. Płyta została wydana w 2013 roku.
Myślą przewodnią fonogramu jest obsada chóru żeńskiego w zróżnicowanych konfiguracjach: a cappella w układach wielogłosowych (do ośmiu głosów), jednogłosowych śpiewanych unisono, z towarzyszeniem fortepianu i organów. Na płycie zarejestrowano 19 dzieł autorstwa czołowych dwudziestowiecznych twórców polskich, kompozytorów polskich młodego pokolenia, a także twórców należących do światowej elity muzyki chóralnej.

## Lista utworów
1. Bob Chilcott – I lift my eyes, sł. Timothy Dudley-Smith
2. Łukasz Farcinkiewicz – Pater noster
3. Marian Borkowski – Libera me II
4. Frank Martin, arr. Paweł Łukaszewski – Notre Père (z In terra Pax)
5. Henryk Mikołaj Górecki – Zdrowaś bądź Maryja (z Pieśni Maryjnych op. 54)
6. Łukasz Urbaniak – Agnus Dei
7. Ēriks Ešenvalds – O salutaris Hostia
8. Sir Andrzej Panufnik & Roxanna Panufnik – Prayer to the Virgin of Skempe (Modlitwa do Matki Boskiej Skępskiej), sł. Jerzy Pietrkiewicz
9. Stanisław Moryto – Ave Maria
10. Douglas Pew – Pater noster (z Missa Musica Sacra)
11. Witold Lutosławski, opr. Paweł Łukaszewski – Lord Tennyson Song (Who can say), sł. Alfred Tennyson
12. Eric Whitacre – The seal lullaby, sł. Rudyard Kipling
13. Henryk Mikołaj Górecki – Uśnijże, mi uśnij (z Trzech kołysanek op. 49)
14. Olivier Messiaen – O sacrum convivium
15. Roman Padlewski – O Anielska Pani (z Dwóch motetów)
16. Marian Borkowski – Gloria I
17. John Tavener, arr. Barry Rose – The Lord’s prayer
18. Paweł Łukaszewski – Prayer to the Guardian Angel (z Symphony of Angels)
19. Rytis Mažulis – Canon solus

## Wykonawcy
- Joanna Łukaszewska – sopran (7)
- Anna Krawczykiewicz – sopran (7)
- Łukasz Farcinkiewicz – fortepian, organy (1–2, 4, 8, 10, 12, 14, 17–18)
- Jan Krutul – dyrygent (13, 17)
- Paweł Łukaszewski – dyrygent (1–12, 14–16, 18–19)
- Chór Katedry Warszawsko-Praskiej „Musica Sacra”